# Tatjana Belan
Tatjana Belan (vitryska: Татьяна Валерьевна Белан), född den 10 november 1982 i Minsk, Vitryssland, är en vitrysk gymnast.
Hon tog OS-silver i rytmisk gymnastik för trupper i samband med de olympiska gymnastiktävlingarna 2000 i Sydney.